# 阿尔巴兴
阿尔巴兴是德国巴伐利亚州的一个市镇。总面积18.15平方公里，总人口1622人，其中男性830人，女性792人（2011年12月31日），人口密度89人/平方公里。